# Mamut sud-africà
El mamut sud-africà (Mammuthus subplanifrons), l'hàbitat del qual s'estenia des de Sud-àfrica fins a Kenya, aparegué fa uns quatre milions d'anys i és una de les dues espècies africanes de mamut. Es tracta del mamut més primitiu conegut. però ja tenia característiques pròpies del seu grup, com ara els ullals en forma d'espiral.